# Sepp Amschl
Sepp Amschl, vlastním jménem Josef Gregorius Amschl, (12. března 1878 Mureck, Rakousko – 17. července 1943 Štýrský Hradec) byl rakouský učitel a hudební skladatel.

## Život
Josef Gregorius Amschl byl synem učitele a varhaníka Antona Johanna Amschla (1843-1911). Narodil se a vyrůstal v malém městečku na rakousko-slovinských hranicích. Základní hudební vzdělání získal od svého otce. Vystudoval Učitelský ústav ve Štýrském Hradci a až do roku 1926 působil jako učitel ve veřejných školách, především v Zeltwegu a v Eggenbergu. Vedle toho studoval hudbu a v roce 1912 složil ve Vídni státní zkoušky ze zpěvu, harmonii a hudební historie. Stal se ředitelem školy ve Štýrském Hradci, kde také 17. července 1943 po dlouhé nemoci zemřel.
V Murecku byla po něm pojmenována ulice a na jeho rodném domě umístěna pamětní deska.

## Dílo
Komponoval zejména písně lyrického charakteru. Vedle toho je autorem několika sborů a slavnostní mše pro sbor, varhany a orchestr.